# Boreosignum somersensis
Boreosignum somersensis là một loài chân đều trong họ Paramunnidae. Loài này được Kensley miêu tả khoa học năm 1994.